# Geleen
Geleen (pronunciación holandesa: [ɣəˈleːn]; limburgués: Gelaen [ɣəˈlɛːn]) es una ciudad en la parte sur de la provincia de Limburgo en los Países Bajos. Tiene 33960 habitantes, y forma parte del municipio de Sittard-Geleen. Geleen está situado a lo largo del río Geleenbeek, un afluente derecho del río Mosa. El nombre latino de Geleenbeek es Glana, que significa "río claro". El centro de la ciudad está situado a unos 60 metros sobre el nivel del mar.

## Historia
Hasta finales del siglo XIX, Geleen era un pueblo muy pequeño, perteneció sucesivamente a los Países Bajos Españoles y Austriacos. Su población era de 2545 en 1899. Aquí se encontraron los restos de una de las granjas prehistóricas más antiguas de Holanda. En el siglo XX, la explotación de las minas de carbón en esta área (la mina de carbón estatal "Maurits", la más grande de Europa, estaba ubicada en Geleen) trajo un rápido aumento de población. Durante las décadas de 1960 y 1970 se cerraron las minas de carbón en los Países Bajos, que estaban ubicadas en esta parte de la provincia. Sin embargo, la empresa minera estatal DSM (privatizada en 1989) permaneció activa en Geleen, ahora únicamente como productora de productos químicos. En julio de 2002, SABIC Europe adquirió parte del negocio de petroquímicos de DSM, ubicado en las plantas de fabricación de Geleen y Gelsenkirchen (Alemania).

## Deportes y eventos
- El club de fútbol Fortuna Sittard, fue el antiguo club de fútbol de Geleen.
- Geleen tiene un equipo de hockey sobre hielo profesional llamado Geleen Eaters.
- El festival de pop y rock Pinkpop también tiene sus raíces en Geleen. Allí se celebró desde 1970 hasta 1986. Este festival se realizó en un parque, incluido el polideportivo Glanerbrook. La piscina cercana era popular entre los artistas, que se divertían entre bastidores.
- En Geleen hay una feria municipal anual (una semana después de Pentecostés).
- La etapa 5 del Eneco Tour de Benelux, una carrera de bicicletas de carretera y parte del UCI ProTour, terminó en Geleen el 16 de agosto de 2013.

## Lugares de interés

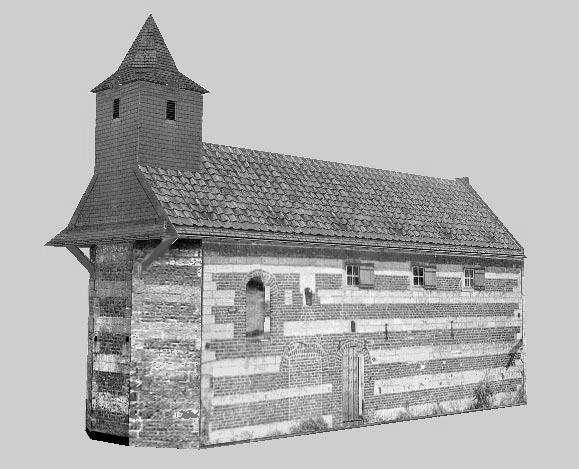
Sint-Janskluis desde 1699.

- Ruinas del castillo de Jansgeleen, con muralla exterior restaurada y molino de agua (Sint-) Jansmolen, al sureste de Geleen, en el territorio del municipio de Beek.
- Sint-Janskluis, antigua ermita de 1699.
- De Biesenhof, masía histórica recientemente restaurada.
- Iglesia parroquial de Sint Marcellinus y Petrus de Oud-Geleen.
- Drossaerdhuis en Geenstraat.
- Monumento en Geenstraat (cerca de la estación de tren Geleen-Lutterade) en memoria de la hermana mártir Aloysia, la judía-católica Louise Löwenfels.
- Edificio principal de Staatsmijn Maurits.
- Antigua fábrica de ladrillos restaurada Plinthos, la actual oficina del parque De Graven, en Daniken (cerca de la estación de tren Geleen-Oost).
- Cine Foroxity: el cine más grande de Limburgo.
- Centro Médico de Zuyderland: un hospital bastante reciente con arquitectura moderna.
- Burgemeester Damen Sportpark, la ubicación del Festival de Pinkpop de 1970 a 1986.

## Transporte
Geleen cuenta con dos estaciones de tren: Geleen-Lutterade, en la línea Sittard-Maastricht, y Geleen Oost, en la línea Sittard-Heerlen.
Geleen también cuenta con dos autopistas: A2 Ámsterdam-Maastricht, salida Urmond, y A76 Antwerp-Aachen, salida Geleen.